# 石井光一
石井 光一（いしい こういち、1956年7月26日 - ）は、日本の実業家。タイトー代表取締役社長と代表取締役会長を経て、同社相談役。

## 人物・経歴
神奈川県出身。1975年タイトー入社。2007年執行役員オペレーション本部副本部長。2009年執行役員オペレーション本部長。2010年取締役オペレーション事業本部長に昇格。2011年常務取締役オペレーション事業本部長。2014年監査役。
2016年からタイトー代表取締役社長を務め、飯澤幸雄名誉会長が導入した電子マネー決済を進め、楽天Edy機能付きタイトーステーションメンバーズカードの販売開始にあたるなどした。2017年代表取締役会長。2021年相談役。